# اونوئه ماتسونوسوکه
اونوئه ماتسونوسوکه (انگلیسی: Matsunosuke Onoe؛ ۱۲ سپتامبر ۱۸۷۵ – ۱۱ سپتامبر ۱۹۲۶) یک هنرپیشه، تهیه‌کننده، و کارگردان فیلم اهل ژاپن بود. وی بین سال‌های ۱۸۸۰ تا ۱۹۲۶ میلادی فعالیت می‌کرد.